# Temperatura corporal basal
A temperatura corporal basal (TCB) é a temperatura do corpo medida imediatamente após a pessoa acordar, antes de que qualquer atividade física no dia seja feita. Nas mulheres, a ovulação causa um aumento de 0,3 a 0,5 graus Celsius no período da ovulação, sendo um método contraceptivo.